# 23 г. пр.н.е.
23 (двадесет и трета) година преди новата ера (пр.н.е.) е обикновена година, започваща в събота или неделя, или високосна година, започваща в петък, събота или неделя по юлианския календар.

## Събития

### В Римската империя
- Консули на Римската империя са Октавиан Август (за XI път) и Авъл Теренций Варон Мурена. Суфектконсули стават Луций Сесций Албаниан Квиринал и Гней Калпурний Пизон.
- Август се разболява тежко и дава своя пръстен на печат на Марк Агрипа, който заминава на изток.[1]
- 1 юли – Август се отказва от поста на консул в полза на Квиринал и променя основите на властта си чрез т.нар. „Второ конституционно споразумение“, според което трибунската му власт (tribunicia potestas) става пожизнена и в допълнение той получава върховна власт (над проконсулска) на всички провинции (imperium maius proconsulare). Агрипа също получава власт равна на проконсулската в провинциите (imperium proconsulare aequum).[2]
- Войници на царство Куш нападат римски Египет по нареждане на царица Аманирена. Префектът на провинцията Гай Петроний организира контраатака като завзема и разрушава важния град Напата.[1]
- Построен и открит е Портика на Октавия и Библиотеката на Марцел.[3]
- Публикувани са три книги наречени „Оди“ (Carmina) на Хораций.[4]

#### В Юдея
- Ирод Велики изпраща синовете си Аристобул и Александър да получат образование в Рим от Гай Азиний Полион.[2]
- Ирод получава допълнителни територии като дар от Аавгуст за сметка на тетрарха Зенодор, който управлява земи в областта Итурея.[5]
- Построена е крепостта-дворец Иродион в близост до Витлеем.[2]

## Родени
- Ирод Архелай, етнарх на Самария, Юдея, Идумея (умрял 18 г.)

## Починали
- Марк Марцел, син на Октавия Младата и племенник на Август (роден 42 г. пр.н.е.)